# Hèlena (pintora)

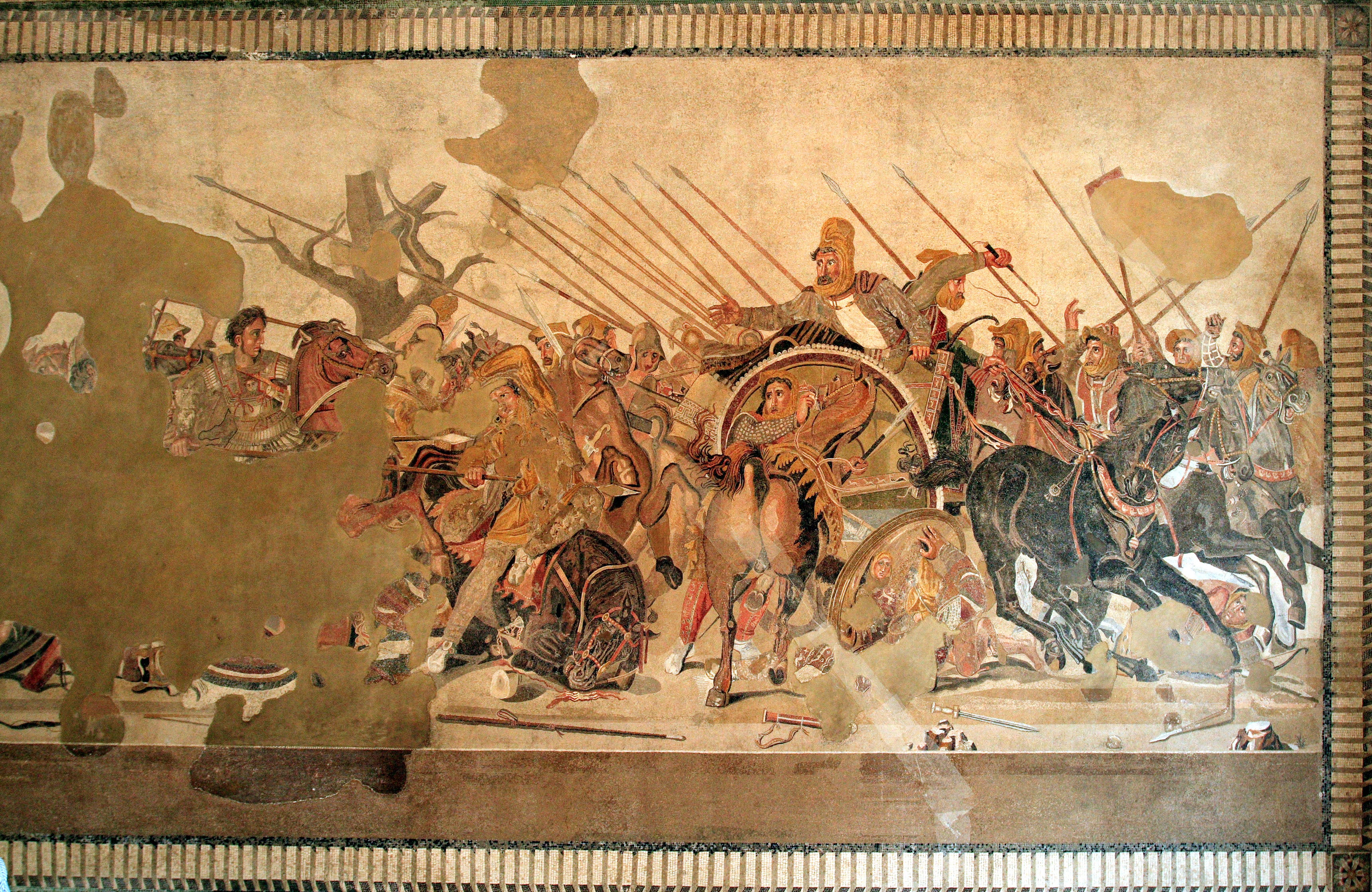
Mosaic d'Alexandre, obra de Magrippa

Hèlena（en llatí, Hĕlĕna, ae; en grec antic, Ἑλένη) filla de Timó d'Egipte, va ser una pintora grega que va viure al segle iv aC, en temps d'Alexandre el Gran.
Va pintar la batalla d'Issos en els moments en què va passar, l'any 333 aC. En temps de Vespasià la pintura es va col·locar al Temple de la Pau a l'antiga Roma, segons Foci. A Pompeia es va trobar un mosaic que alguns estudiosos suposen que podria ser una còpia del quadre, però es discuteix a quina batalla fa referència el mosaic. El que és indubtable és que descriu una de les batalles d'Alexandre i que un dels personatges representa a Darios III de Pèrsia.